# Ряшенцев, Николай Павлович
Ряшенцев Николай Павлович (1927—2001) — крупный учёный, специалист в области горной электротехники. Доктор технических наук (1964 г.), профессор (1967 г.), Заслуженный деятель науки и техники РСФСР (1976 г.).

## Профессиональная деятельность
- В 1964—1993 гг. — заведующий лабораторией «Виброэлектромеханических систем» Института горного дела СО АН СССР
- В 1967—1988 гг. — профессор Новосибирского электротехнического института
- В 1979—1989 гг. — директор СКБ прикладной геофизики СО АН СССР
- В 1993—2001 гг. — главный научный сотрудник ИТПМ СО РАН

## Биография
Окончил горно-электромеханический факультет Томского политехнического института (1950—1955 гг.). Работал в ТПИ ассистентом на кафедре горной электротехники (1955—1959 гг.). Одновременно окончил аспирантуру (1957—1959 гг.) защитой кандидатской диссертации. В 1959—1964 гг. продолжил работу старшим преподавателем и доцентом на кафедре горных машин и рудничного транспорта.
В августе 1964 г. перешел на работу в Институт горного дела СО АН СССР. Организовал и возглавил первую в Советском Союзе лабораторию «Электрических машин ударного действия» (1966 г.). Под его руководством была разработана теория и проведены исследования систем формирования силовых электромагнитных импульсов, обеспечивающих непосредственное преобразование электрической энергии в механическую. Результаты исследований позволили создать машины возвратно-поступательного движения и ударного действия без механических передач от двигателя к рабочим органам. Созданные машины демонстрировались на международных выставках в Лондоне, Париже, Праге и на Всемирной строительной выставке в Москве. За создание и освоение серийного производства вибробезопасных ручных машин для строительства и промышленности Н. П. Ряшенцеву (в соавторстве) присуждена Государственная премия СССР (1982 г.).
Особое место в работах Н. П. Ряшенцева занимает тема проходки скважин методом раскатки. Научное наследие Николая Павловича поддерживается и дополняется его сыном Александром Николаевичем Ряшенцевым, кандидатом технических наук, директором научно-производственного предприятия ООО «Р-техно» .
Похоронен на Южном кладбище Новосибирска (квартал У).

## Награды
- Лауреат Государственной премии СССР
- Заслуженный деятель науки и техники России
- Орден «Знак Почета»
- Медаль «Шахтерская слава»
- Медали ВДНХ СССР